# Карл III Малий
Карл III Малий (Carlo III di Napoli, 1345 — 24 лютого 1386) — король Неаполя у 1382—1386 роках, король Угорщини у 1385—1386 роках (як Карой II), Король Галичини і Володимерії (титулярний) з французької королівської династії Анжу.

## Біографія

### Молоді роки
Походив з династії Анжу-Капетингів. Син Людовика, графа Гравіни, та Маргарет Сансаверіно де Карільян. Народився у 1345 році. З 1356 року Карл жив при угорському дворі, де завоював довіру і симпатію троюрідного брата Людовика, короля Угорщини.
У 1360 році батько Карла повстав проти неаполітанської королеви Джованни I та її чоловіка Людовика Тарентського, але зазнав поразки. У 1362 році його батько помер у в'язниці. Людовик Угорський вирішив одружити Карла з Маргаритою Дураццо. Папа римський Урбан VI 1369 року схвалив шлюб, який, незважаючи на спротив неаполітанської королеви Джованни I, відбувся 1370 року. 1371-го король Угорщини дарував Карлу титул герцога Хорватії, Славонії та Далмації, завдяки чому той здобув численних прихильників серед тамтешньої знаті.
Під час Великої церковної схизми Джованна I підтримала антипапу Климента VII. У 1381 році папа римський Урбан VI відлучив Джованну I від церкви і як ленний володар Неаполя оголосив її позбавленою влади. Карл зібрав хорватське військо і рушив на Неаполь. Він розбив військо неаполітанського короля-консорта Оттона Брауншвайзького при Сан-Джермано і взяв в облогу королеву в Кастель-дель-Ово. Врешті він взяв фортецю і захопив королеву в полон. Дізнавшись, що названий син і спадкоємець Джованни I — Людовик Анжуйський виступив на Неаполь зі своєю армією, 23 травня 1382 року Карл наказав найманцям задушити полонянку, а себе оголосив королем Неаполя.

### Король Неаполю
Становище Карла III попервах було вкрай складним: Людовик Анжуйський рушив на Неаполь на чолі 40-тисячного війська, в той час як король зміг виставити лише 14 тисяч вояків. Проте до битви справа не дійшла. У Людовика Анжуйського скінчилися гроші, військо його розбіглося, а сам він помер 20 вересня 1384 року, не діставшись до Неаполя.
Тим часом у Карла III зіпсувалися стосунки з папою римським Урбаном VI, який запідозрив неаполітанського короля в зраді. Понтифік відлучив короля Неаполя і його дружину від церкви і наклав інтердикт на Неаполітанське королівство. Карл III відправив кондотьєра Альберіко да Барбіано воювати з папою римським біля Ночери, а сам рушив до Угорщини, де помер його троюрідний брат король Людовик, заповівши угорський трон доньці Марії. Частина знаті, насамперед хорватські барони, виступили проти успадкування престолу жінкою і запросили на трон Карла III.

### Король Угорщини
Проти амбіцій на угорський трон Карла III виступали нечисленні прихильники Марії і її нареченого Сигізмунда Люксембурзького. Крім того, королева-мати Єлизавета Боснійська і палатин Угорщини Міклош Гараї хотіли бачити королем французького принца Людовика Орлеанського.
За підтримки хорватських баронів Карл III домігся, щоб Марія зреклася трону, а сам коронувався королем Угорщини 31 грудня 1385 року як Карл II. Проте варто хорватам виїхати, як становище короля Карла різко похитнулося. Королева-мати запросила короля в свій замок, де його смертельно поранили ножем 7 лютого 1386 року, проте Карл зумів втекти, але 24 лютого помер від ран у Вишеграді.

## Родина
Дружина — Маргарет, донька Карла, герцога Дураццо.
Діти:
- Владислав I (1377—1414), король Неаполю у 1386—1414 роках
- Джованна (1373—1435), королева Неаполю у 1414—1435 роках
- Марія (1369—1371)

## Титул
Як Король Угорщини Карл II мав повний титул: «Magyarország, Dalmácia, Horvátország, Ráma, Szerbia, Galícia, Lodoméria, Kumánia, Bulgária és a Világítótornyon inneni Szicília királya és akháj fejedelem»
Переклад української повного титулу: Король Угорщини, Далмації, Хорватії, Рами, Сербії, Галичини і Волині, Куманії, Болгарії, король Сицилії.